# Khalifa Sports City Stadium
Khalifa Sports City Stadium (dawniej znany jako Isa Town Stadium) – wielofunkcyjny stadion w Madinat Isa, w Bahrajnie. Został otwarty w 1968 roku. Może pomieścić 20 000 widzów. Na obiekcie rozegrano wszystkie spotkania Pucharu Zatoki Perskiej 1970, był on także jedną z aren Pucharu Zatoki Perskiej 2013. Obok stadionu znajduje się również wielofunkcyjna hala sportowa.